# Metaxa
 (août 2020).
Si vous disposez d'ouvrages ou d'articles de référence ou si vous connaissez des sites web de qualité traitant du thème abordé ici, merci de compléter l'article en donnant les références utiles à sa vérifiabilité et en les liant à la section « Notes et références ».

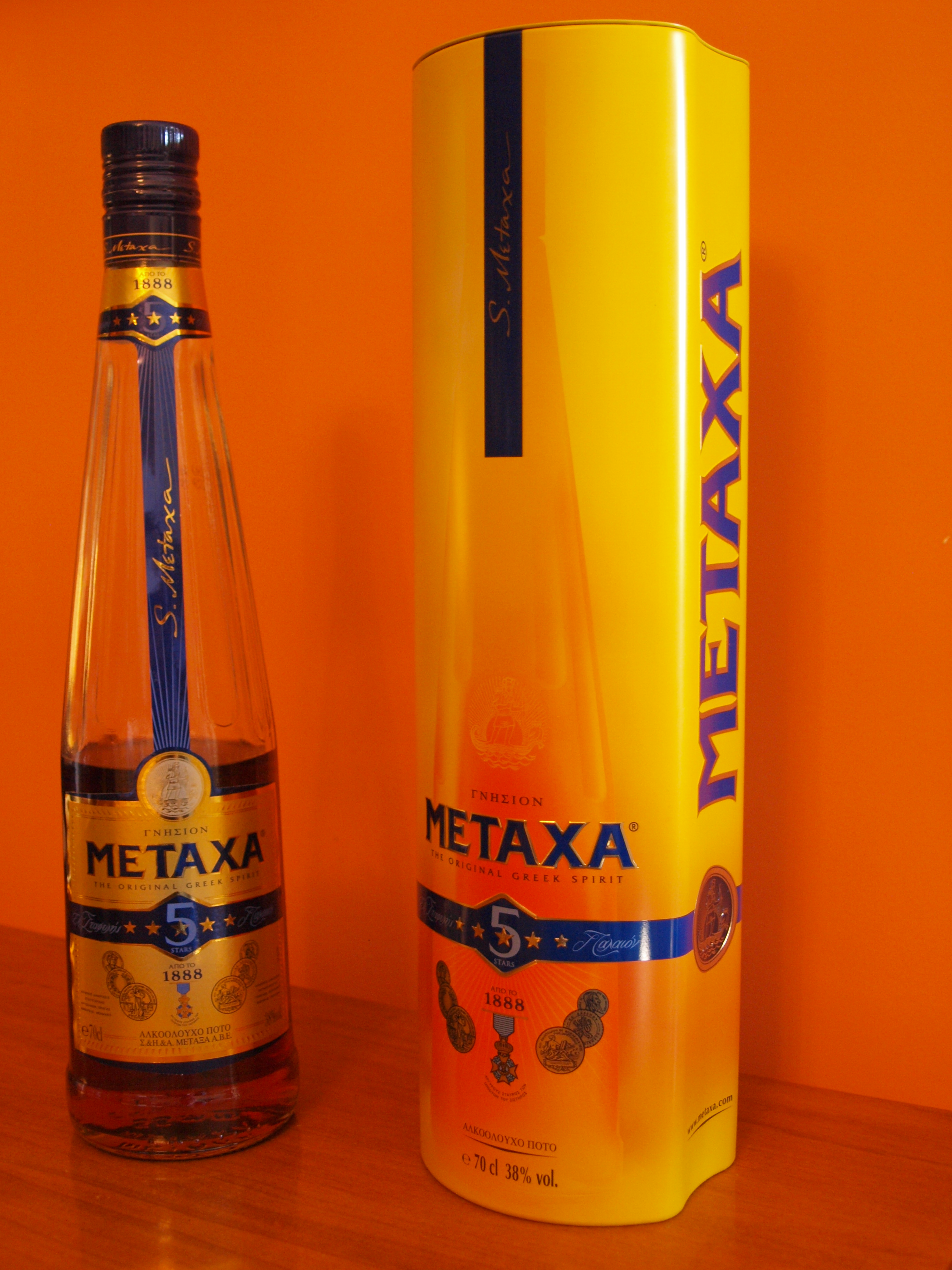
METAXA 5 Stars

Le Metaxa (grec moderne : Μεταξά) est un spiritueux ambré grec, créé par un marchand nommé Spyros Metaxa (Σπύρος Μεταξάς) en 1888. Il résulte de l’association d'eaux-de-vie de vin, de vins de muscat et d'un bouquet d'herbes aromatiques méditerranéennes et de pétales de rose.

## Procédé de fabrication
Le vin produit à partir de trois variétés de raisins (Soultanina, Savatiano, raisin de Corinthe) est distillé puis vieilli dans des barriques en chêne du Limousin sur une période de 3 à 30 ans[réf. nécessaire]. Du vin muscat provenant de Samos, Lemnos et Patras y est ensuite ajouté ainsi qu’une mixture secrète à base de plantes et de pétales de roses. Cet assemblage retourne alors pour une durée minimum de 6 mois dans des barriques. Avant la mise en bouteille, le liquide reste 48 heures à une température inférieure à zéro ; il est filtré et, finalement, embouteillé. Finalement, la boisson titre 38° d'alcool.
La couleur ambrée du produit est au moins en partie obtenue grâce à un colorant alimentaire, le colorant caramel (comme pour la majorité des eaux de vie élevées sous bois).

## Historique
A la fin du XIXe siècle, l'homme d'affaires Spyros Metaxas croit au potentiel des vignobles de l'Attique et invente un nouveau procédé de fabrication pour sa nouvelle boisson. 
Il crée en 1888 au Pirée, la première distillerie de la Maison Metaxa. Avec l’aide de ses frères Elias et Alexander, son entreprise fructifie rapidement[réf. nécessaire]. L’élite d’Athènes apprécie son produit, suivie par le roi Georges Ier, mais également par les cours royales de Serbie, de Russie et d’Éthiopie. [réf. nécessaire]
En 1890, Spyros ouvre sa deuxième distillerie à Odessa, en Ukraine. 
Cinq ans plus tard une troisième distillerie est fondée à Constantinople. 
En 1909, Spyros Metaxa meurt, ses enfants reprennent le flambeau et soutiennent la croissance de l’entreprise malgré les deux guerres mondiales.
Pendant les années 1960, la distillerie ainsi que les celliers sont relocalisés définitivement dans la banlieue nord d’Athènes, à Kephissia.
En 2000, la marque est rachetée par le groupe Rémy Cointreau.

## Dans la fiction
- Dans le film Les Neiges du Kilimandjaro  (2011) de Robert Guédiguian, le personnage féminin principal (interprété par Ariane Ascaride) découvre, dans un bar marseillais, le bonheur de la dégustation du Metaxa, idéal pour soigner les problèmes de « vie », dont il est métaphore.